# Turner, Oregon
Turner är en ort i Marion County i den amerikanska delstaten Oregon med en yta av 4,1 km² och en folkmängd, som uppgår till 1 199 invånare (2000). Den har enligt United States Census Bureau en area på 4,1 km². I Turner finns temaparken Enchanted Forest (Den förtrollade skogen) som skapades av Roger Tofte 1971.